# Búvárfélék
A búvárfélék (Gaviidae) a madarak (Aves) osztályába és a búváralakúak (Gaviiformes) rendjébe tartozó egyetlen recens család.

## Előfordulások
A búvárok az északi féltek hideg régióiban honosak, de vándorolnak, így ősszel és télen hazánkban sem idegenek.
Kanada egydolláros érméjén a jeges búvár látható.

## Megjelenésük
A búvárok kitűnő úszók, lábaik a farokhoz közel helyezkednek el, ami az úszást könnyíti, de a szárazföldi mozgást esetlenné teszi. Három előreálló ujjuk között teljes úszóhártyák feszülnek.

## Életmódjuk
Kerülik a szárazföldet, mivel nem tudnak jól közlekedni. Halakkal, rákokkal és kétéltűekkel táplálkoznak. Akár 30 évig is élhetnek.

## Szaporodásuk
Párzási időszakuk a nyárra esik. Inkább édes vizű tavak mellé fészkelnek. Fészküket több éven keresztül is használják, melyet levelekből, fűből, mohából és néha sárból készítenek. A tojók és a hímek mindent együtt csinálnak, beleértve a fészekkészítést, a költést, mely általában 26–31 napig tart, és a fiókák nevelését.

## Kifejlődésük
A történelem előtti időkben a búvárfélék előfordulási területe jóval délebbre nyúlt. Fosszilis maradványaikat megtalálták Kaliforniában, Floridában és Olaszországban. Az ellentmondásos molekuláris vizsgáltok eredményeit a felfedezett kövületek sem segítik megoldani. Habár búváralakúakhoz hasonló fosszilis maradványok már a késő kréta korszakból is kerültek elő, az igazi búvárfélék előszöri megjelenése csak az eocén korra tehető. Ekkortájt pedig a legtöbb mai madárrend máris képviselve volt.

## Rendszerezésük
A családban csak 1 recens madárnem van, ebbe pedig 5 élő faj és 17-18 fosszilis faj tartozik:
- Gavia Forster, 1788 – 5 faj
  - fehércsőrű búvár (Gavia adamsii) (Gray, 1859)
  - sarki búvár (Gavia arctica) (Linnaeus, 1758)
  - jeges búvár (Gavia immer) (Brünnich, 1764)
  - alaszkai búvár (Gavia pacifica) (Lawrence, 1858) – korábban azonosnak tartották a sarki búvárral
  - északi búvár (Gavia stellata) (Pontoppidan, 1763)

A törzsfejlődés (philogenesis) alapján az öt élő fajt három csoportra osztható: bazális csoport (északi búvár), fekete torkú csoport (sarki búvár, kurili búvár) és fekete fejű csoport (fehércsőrű búvár, jeges búvár).

### Fosszilis Gavia-fajok
Az alábbi lista a fosszilis fajokat foglalja magába:
- Gavia sp. (kora-középső miocén; Kelet-USA)[6]
- Gavia egeriana Švec, 1982 (kora miocén; Csehszlovákia? és Cheswold, Delaware, USA –? Yorktown kora pliocén; Lee Creek Mine, Dél-Karolina, USA)[7]
- Gavia schultzi Mlíkovský, 1998 (középső miocén; Sankt Margarethen, Ausztria)[8]
- Gavia sp. (Calvert középső miocén? vagy pleisztocén Maryland, USA) – talán azonos a lista legalján található Gavia cf. immer-rel?[9]
- Gavia spp. (középső miocén; Steinheim, Németország) – három különböző faj alkothatja[8]
- Gavia brodkorbi Howard, 1978 (késő miocén; Orange County, UnSA)[10]
- Gavia moldavica Kessler, 1984 (késő miocén; Chișinău, Moldova)[8]
- Gavia paradoxa Umanska, 1981 (késő miocén; Čebotarevka, Ukrajna)[8]
- Gavia concinna Wetmore, 1940 (késő miocén/kora pliocén; Nyugat- és Kelet-USA)[11]
- Gavia fortis Olson & Rasmussen, 2001 (Yorktown kora pliocén; Lee Creek Mine, Dél-Karolina, USA)
- Gavia sp. (kora pliocén; Empoli, Olaszország)[12]
- Gavia sp. (kora pliocén; Kerč-félsziget, Ukrajna)[8]
- Gavia palaeodytes Wetmore, 1943 (Bone Valley kora/középső pliocén Pierce, Florida, USA)[13]
- Gavia howardae Brodkorb, 1953 (Yorktown kora pliocén; Lee Creek Mine, Dél-Karolina, USA – San Diego középső pliocén; San Diego, Kalifornia, USA)[14]
- Gavia cf. concinna (San Diego középső/késő pliocén; San Diego, Kalifornia, USA) – talán két faj alkotja?[15]
- Gavia sp. (kora pleisztocén; Kairy, Ukrajna)[8]
- Gavia cf. immer (pleisztocén; Kalifornia és Florida, USA) – talán a G. immer fosszilis alfaja[16]

A késő pliocén korszaki „Gavia” portisi, melyet az olaszországi Orciano Pisano mellett fedeztek fel, csak egy nyakcsigolyából áll; továbbá nem lehet tudni, ha tényleg Gavia-faj. Valamivel kisebb volt, mint a mai jeges búvár. Korábbi rendszerező igazi búvárfélének tekintették; sőt a fosszilis G. concinna nevű madarat ennek a fiatal szinonimájának vélték. Ezt a feltételezést manapság elvetik, mivel a két madár két különböző kontinensen és különböző korokban élt. Az olaszországi Empolinál talált Gavia koponyát, amely a kora pliocénből származik, egy időben G. concinnának véltek, bár meglehet, hogy inkább „Gavia” portisi. A holotípus eme egyetlen maradványa elveszett, emiatt a további vizsgálódások hiányában a „Gavia” portisi nomen dubiumá válhat.

### Fordítás
- Ez a szócikk részben vagy egészben  a   Loon című angol Wikipédia-szócikk ezen változatának fordításán alapul.  Az eredeti cikk szerkesztőit annak laptörténete sorolja fel. Ez a jelzés csupán a megfogalmazás eredetét és a szerzői jogokat jelzi, nem szolgál a cikkben szereplő információk forrásmegjelöléseként.